# Fred Gamble
 Fred Gamble  va ser un pilot de curses automobilístiques estatunidenc que va arribar a disputar curses de Fórmula 1.
Fred Gamble va néixer el 17 de març del 1932 a Pittsburgh, Pennsilvània, Estats Units.

## A la F1
Va debutar a la novena i penúltima cursa de la temporada 1960 (l'onzena temporada de la història) del campionat del món de la Fórmula 1, disputant el 4 de setembre del 1960 el GP d'Itàlia al Circuit de Monza.
Fred Gamble va participar en una única prova puntuable pel campionat de la F1, aconseguint finalitzar la cursa en desena posició i no assolí cap punt pel campionat del món de pilots.

## Resultats a la Fórmula 1
| Any  | Equip                  | Xassís                | Motor   | 1   | 2   | 3   | 4   | 5   | 6   | 7   | 8   | 9      | 10  | Posició | Punts |
| ---- | ---------------------- | --------------------- | ------- | --- | --- | --- | --- | --- | --- | --- | --- | ------ | --- | ------- | ----- |
| 1960 | Camoradi International | Behra-Porsche Special | Porsche | ARG | MON | 500 | HOL | BEL | FRA | GBR | POR | ITA 10 | USA | -       | 0     |

### Resum
| Curses: | Victòries: | Pòdiums: | Poles: | Voltes ràpides: | Punts: |
| ------- | ---------- | -------- | ------ | --------------- | ------ |
| 1       | 0          | 0        | 0      | 0               | 0      |